# ぐるぐるスクール
『ぐるぐるスクール』（GURUGURU SCHOOL、ぐるスク）は、広島テレビで放送されていたローカルバラエティ番組である。全202回。

## 番組概要
- 広島テレビ制作番組としては『サテスタ8&8』など1970年代に放送された天満屋広島店サテライトスタジオ等での公開番組以来となるレギュラー放送のローカルバラエティ番組である。
- トータルテンボスが学校を訪問し、独特の校風や一芸を持つ学生、部活動の様子などを紹介する。
- 全校生徒が一同に集まりトータルテンボスを出迎えたり、一緒に授業を体験させたりと学校側も撮影にかなり協力している。
- 1校を1日かけて撮影し、それを大抵は2回に分けて放送している。
- スケジュールの都合上でロケやイベントに出演できない場合は他の芸人が代理出演する場合がある。ロケでは崇徳高校（＃1、＃2）と安古市高校（＃9,＃10）はCOWCOW、イベントでは2013年8月11日の「ぐるぐるスクール ダンス選手権 in イオンモール広島祇園」ではペナルティの2人が代理している。
- 過去に広島県内外の高校の噂を調査する「ぐるぐる調査隊」のコーナーでフリータイムやメンバー[注 1]も出演。
- 取材対象は、原則広島県内の高校で、「ぐるぐる調査隊」のコーナーは中国四国地方の高校となっている。但し＃19、＃20の高水高校は山口県岩国市である。調査隊は徳島県の高校は取材されていない。

## 出演者
- トータルテンボス
- COWCOW （2012年10月20日、10月27日、12月15日、12月22日、2013年3月30日）
- フリータイム（〜2013年3月30日）
- メンバー （〜2013年3月30日）

## ナレーター
- 貢藤十六 （くどう とうろく）

## 放送時間
| 放送対象地域   | 放送局            | 系列           | 放送曜日・放送時間   | 放送日の遅れ |
| -------------- | ----------------- | -------------- | -------------------- | ------------ |
| 広島県         | 広島テレビ（HTV） | 日本テレビ系列 | 日曜日 16:55 - 17:25 | 制作局       |
| 山口県         | 山口放送（KRY）   | 日本テレビ系列 | 火曜日 25:24 - 25:54 | 16日遅れ     |
| 香川県・岡山県 | 西日本放送（RNC） | 日本テレビ系列 | 金曜日 10:25 - 10:55 | 26日遅れ     |

- 広島テレビは開始当初は土曜日16:55 - 17:25に放送されていたが、『宇宙兄弟』（アニメ）枠移動と『news every. サタデー』繰り上げに伴い、日曜日の同時間枠に移動した。なお、毎年8月下旬の24時間テレビ「愛は地球を救う」放送時は休止となる。
- 札幌テレビ、サンテレビ、福岡放送でも単発で放送されたことがある。

## 過去に放送した学校
| 放送回数   | 放送日              | 学校名                                                     |
| ---------- | ------------------- | ---------------------------------------------------------- |
| 1・2       | 12年10月20日、27日  | 崇徳高校                                                   |
| 3・4       | 11月3日、10日       | 山陽女学園高校                                             |
| 5・6       | 11月17日、24日      | 広島国際学院高校                                           |
| 7・8       | 12月1日、8日        | 呉港高校                                                   |
| 9・10      | 12月15日、22日      | 安古市高校                                                 |
| 11・12     | 13年1月5日、12日    | 福山明王台高校                                             |
| 13・14     | 1月19日、26日       | 広島文教女子大学附属高校                                   |
| 15・16     | 2月2日、9日         | 総合技術高校                                               |
| 17・18     | 2月16日、23日       | 修道高校                                                   |
| 19・20     | 3月2日、9日         | 高水高等学校（山口）                                       |
| 21・22     | 3月16日、23日       | 広島女学院高校                                             |
| 24・25     | 4月7日、14日        | 山陽高校                                                   |
| 26・27     | 4月21日、28日       | 瀬戸内高校                                                 |
| 28・29     | 5月5日、5月12日     | 比治山女子高校                                             |
| 30・31     | 5月19日、5月26日    | 広島皆実高校                                               |
| 32・33     | 6月2日、6月9日      | 広島城北高校                                               |
| 34・35・36 | 6月16日、23日、30日 | エンディングソング選手権（広島三育学院高校、修道高校ほか） |
| 37・38     | 7月14日、7月21日    | 広島なぎさ高校                                             |
| 39・40     | 7月28日、8月4日     | 広島学院高校                                               |
| 41・42     | 8月11日、8月18日    | 鈴峯女子高校                                               |
| 43         | 9月1日              | 如水館高校                                                 |
| 44         | 9月8日              | 賀茂北高校                                                 |
| 45         | 9月15日             | 広島城北高校（＃32・＃33にも訪問している）                 |
| 46         | 9月22日             | 尾道高校（後編は＃49）                                     |
| 47・48     | 9月29日・10月6日    | 高陽東高校                                                 |
| 49         | 10月13日            | 尾道高校（＃46の後編）                                     |
| 50・51     | 10月20日・10月27日  | 竹原高校                                                   |

| 学校名           | 所在地 |
| ---------------- | ------ |
| おかやま山陽高校 | 岡山   |
| 新見高校北校地   | 岡山   |
| 下関中央工業高校 | 山口   |
| 新南陽高校       | 山口   |
| 高松桜井高校     | 香川   |
| 高松農業高校     | 岡山   |
| 高知海洋高校     | 高知   |
| 総社南高校       | 岡山   |
| 鳥取城北高校     | 鳥取   |
| 倉吉農業高校     | 鳥取   |
| 琴平高校         | 香川   |
| 志度高校         | 香川   |
| 長浜高校         | 愛媛   |
| 井原高校南校地   | 岡山   |
| 飯南高校         | 島根   |
| 石見智翠館       | 島根   |
| 関西高校         | 岡山   |
| 加計高校         | 広島   |
| 油木高校         | 広島   |
| 多度津高校       | 香川   |
| 備前緑陽高校     | 岡山   |